# Nigromante
Nigromante är en ort i Mexiko.   Den ligger i kommunen San Miguel de Allende och delstaten Guanajuato, i den centrala delen av landet, 240 km nordväst om huvudstaden Mexico City. Nigromante ligger 1 891 meter över havet och antalet invånare är 1 144.
Terrängen runt Nigromante är platt västerut, men österut är den kuperad. Runt Nigromante är det ganska tätbefolkat, med 96 invånare per kvadratkilometer. Närmaste större samhälle är San Miguel de Allende, 6,4 km sydost om Nigromante. Trakten runt Nigromante består i huvudsak av gräsmarker.